# Sportpistole

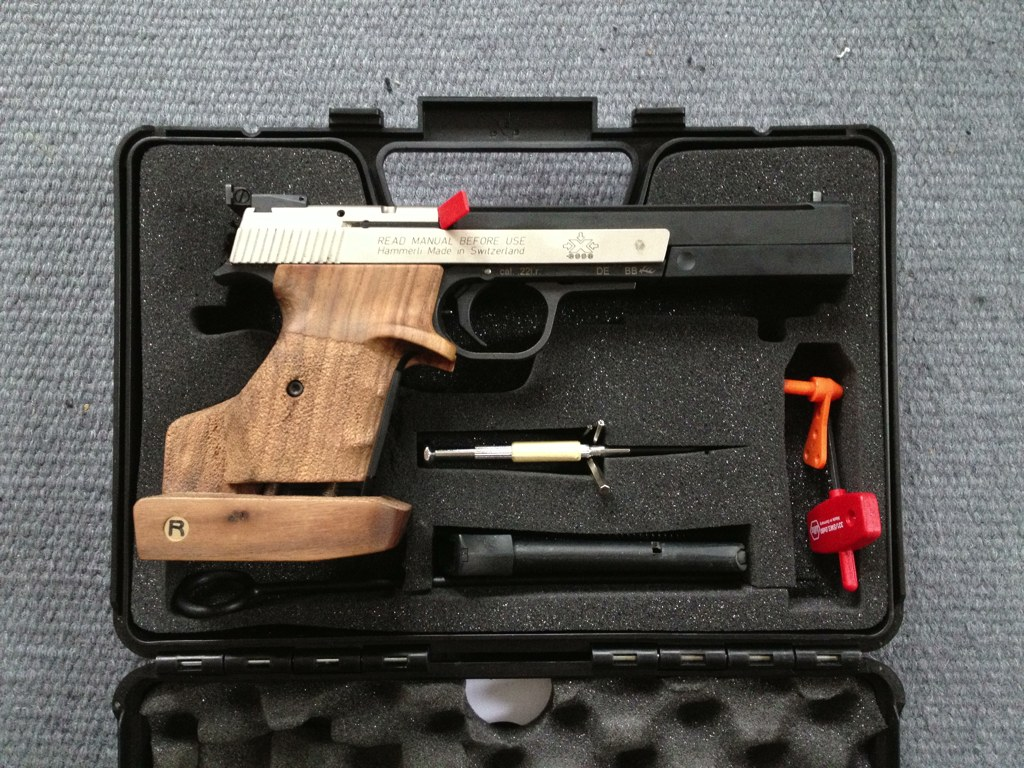
Sportpistole Hämmerli X-esse.

Eine Sportpistole ist eine Pistole, die im Allgemeinen zum Zweck des sportlichen Wettkampfs (Sportschießen) verwendet wird.

## Arten von Sportpistolen
Sportpistolen wurden bereits im 19. Jahrhundert entwickelt. Zu den bekannten Typen aus dieser Zeit zählt das Tesching. Später entstanden für verschiedene Disziplinen besondere Ausprägungen dieser Waffenart.

### Druckluftwaffen
Die Sportpistole als Druckluftwaffe (oder auch Luftdruckwaffe) wird üblicherweise als Luftpistole, kurz LuPi, bezeichnet.
Es handelt sich um eine Pistole, bei der das Projektil im Kaliber 4,5 mm (.177 cal) durch komprimierte Luft (darum Druckluft-Waffe) oder CO2-Gas angetrieben wird. Für präzises Schießen werden ausnahmslos Diabolos als Geschosse verwendet, keine Rundkugeln. Ein Diabolo wird beim Verschießen durch den Drall im Lauf in eine Eigenrotation versetzt, was eine stabile Fluglage und damit eine hohe Zielgenauigkeit ergibt.
Zum Erzeugen des notwendigen Gasdrucks verfügt die Pistole entweder über einen Pumphebel, mit dem Luft komprimiert wird, oder einen Gastank. Der Gastank ist entweder eine Pressluft-Kartusche (bis ca. 300 bar Druck, regelmäßige technische Untersuchungen sind für solche Behälter vorgeschrieben) oder eine CO2-Kapsel. Pistolen mit Gastank können mehrschüssig ausgeführt werden. Der Abzug bedient ein Ventil, welches das komprimierte Gas in den Lauf leitet und damit das Projektil verschießt.

### Als Sportpistole konstruierte Feuerwaffen

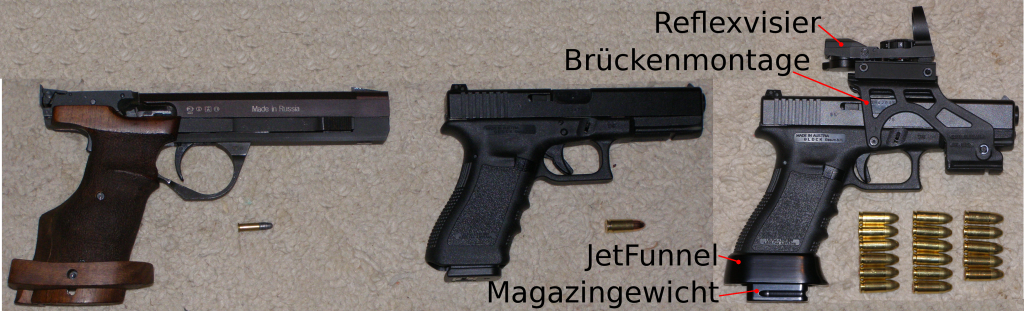
Sportpistole Baikal IZH 35 M, Gebrauchspistole Glock 17 und modifizierte Glock 17 mit Reflexvisier, Brückenmontage, Magazintrichter (engl. jet funnel) und Magazingewicht

In ihrer Gestaltung weichen sie erheblich von üblichen Gebrauchspistolen ab. Auffallendste Merkmale sind in der Regel:
- eine sehr lange Visierline
- eine meist sehr umfangreich zu verstellende Visierung
- ein anatomisch geformter Pistolengriff, oft mit verstellbarer Handballenauflage und
- häufig ein vor dem Griff liegendes Magazin

Auch der Abzug einer Sportpistole hat umfangreiche Verstellmöglichkeiten in Position und Lage. Weiterhin liegen die erlaubten minimalen Abzugsgewichte meist unter denen von Gebrauchspistolen. Das Abzugsgewicht, also die Kraft, die man benötigt, um den Schuss auszulösen, ist ein maßgeblicher Faktor für die Präzision beim Schießen. Sie liegt z. B. bei der freien Pistole am Rande des technisch Sinnvollen von ca. 30 Gramm.

### Als Sportpistole angepasste Gebrauchspistolen

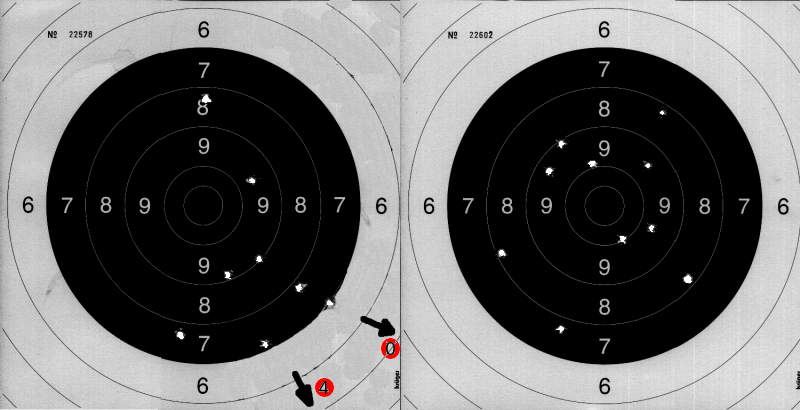
Vergleich vor/nach Abzugstuning, reelles Schussbild (10 Schuss, 25 Meter, freihändig)

sind Gebrauchspistolen, die zum Zwecke des sportlichen Schießens modifiziert sind. Im Aussehen gleichen sie daher oft den Gebrauchspistolen, von denen sie abgeleitet sind. Meist wird das Abzugsgewicht verringert. Häufig werden auch Teile zur Förderung der Präzision überarbeitet oder ausgetauscht.
Gummiüberzüge der Griffe verbessern die Führung der Waffe insbesondere bei schnellen Schussfolgen. Zusatzgewichte vermindern durch die höhere Masse der Pistole das Hochschlagen der Waffe durch den Rückstoß. Durch einen Magazintrichter (JetFunnel) kann das Magazin schneller gewechselt werden, was besonders bei der IPSC-Disziplin Vorteile verschafft. Durch eine Brückenmontage kann beispielsweise ein Reflexvisier montiert werden. Durch den in das Sichtfeld eingespiegelten Leuchtpunkt ist dann ein einfacheres und exakteres Zielerfassen möglich, was besonders bei schlechter Beleuchtung zum Tragen kommt. Auch kann eine andere Visierung installiert werden. Ein Kompensator minimiert das Hochschlagen der Waffe.

## Kaliber
Es können prinzipiell viele Kaliber verwendet werden. Jedoch ist das Kaliber .22 lfB bei reinen Sportpistolen (Feuerwaffen) am stärksten verbreitet. Es wird auch olympisch geschossen.
Es gibt aber auch Wettkämpfe für Großkaliber- und Vorderladerwaffen.